# Florence Pugh
Florence Pugh (Oxford, 3 januari 1996) is een Britse actrice. Ze werd in 2020 genomineerd voor onder meer een Oscar en een BAFTA Award voor haar bijrol als 'Amy March' in Little Women. Een jaar eerder won ze daadwerkelijk de prijs voor vrouwelijke revelatie van het Filmfestival van Cannes.

## Carrière
Pugh werd in 1996 geboren in Oxford als de dochter van Deborah en Clinton Pugh. Haar vader is een restaurantuitbater en haar moeder is een danseres. Haar broer is acteur en zanger Toby Sebastian. In haar jeugd woonde ze een tijdje met haar familie in Andalusië (Spanje).
Pugh maakte in 2014 haar debuut in de mysteryfilm The Falling, nadat ze op aanraden van haar moeder auditie had gedaan. In 2016 vertolkte ze het hoofdpersonage Katherine Lester in het kostuumdrama Lady Macbeth, een verfilming van Nikolaj Leskovs novelle Lady Macbeth uit het district Mtsensk (1865). Hiervoor won ze onder meer een British Independent Film Award voor beste actrice. Datzelfde jaar werkte ze ook mee aan drie afleveringen van de misdaadserie Marcella.
In 2018 vertolkte Pugh een bijrol in de actiefilm The Commuter. Voor de Netflix-film Outlaw King (2018) kroop ze in de huid van de Schotse koningin-gemalin Elizabeth de Burgh.

## Filmografie

### Film
- 2014: The Falling, als Abbie Mortimer
- 2015: Paradise Lost?, als Eve
- 2016: Lady Macbeth, als Katherine Lester
- 2018: The Commuter, als Gwen
- 2018: Outlaw King, als Elizabeth de Burgh
- 2018: Malevolent, als Angela Sayers
- 2018: Leading Lady Parts, als zichzelf
- 2019: Fighting with My Family, als Saraya "Paige" Knight
- 2019: In the Time It takes to Get There, als Lucille
- 2019: Midsommar, als Dani Ardor
- 2019: Little Women, als Amy March
- 2020: Father of the Bride Part 3(ish), als Megan Banks
- 2021: Black Widow, als Yelena Belova / Black Widow
- 2022: Don't Worry Darling, als Alice Chambers
- 2022: The Wonder, als Lib Wright
- 2022: Puss in Boots: The Last Wish, als Goldilocks (stemrol)
- 2023: A Good Person, als Allison
- 2023: Oppenheimer, als Jean Tatlock
- 2023: The Boy and the Heron, als Kiriko (Engelse stemrol)
- 2024: Dune: Part Two, als prinses Irulan
- 2024: We Live in Time, als Almut
- 2025: Thunderbolts*, als Yelena Belova

### Televisie
- 2015: Studio City, als Cat
- 2016: Marcella, als Cara Thomas
- 2018: King Lear, als Cordelia
- 2018: The Little Drummer Girl, als Charmian "Charlie" Ross
- 2020: Acting for a Cause, als Jessica Goldman
- 2021: Hawkeye, als Yelena Belova / Black Widow
- 2023: Human Resources, als Sarah Crumbhorn